# 祐心 (資氏王室)
祐心（ゆうしん、寛正4年（1463年） - 延徳2年閏8月12日（1490年9月26日））は、室町時代後期の女性。

## 生涯
本願寺8世蓮如（兼寿）の七女。母は第二夫人伊勢貞房の娘・蓮祐で、第一夫人・如了の妹である。
白川資氏王の妻となり、真永、白川雅業王、女子3人（興行寺4世蓮尭（康恵）室、専修寺顕誓室、興正寺蓮秀室）を儲けた。
延徳2年死去。享年28歳。
蓮如の娘には同じ法名の女子がいるが、そちらは妹で、中山宣親の妻である。